# Burchard Christian von Behr
Burchard Christian von Behr (* 17. Juli 1714 in Stellichte; † 26. Dezember 1771) war Oberappellationsgerichtsrat in Celle, Minister des Kurfürstentum Braunschweig-Lüneburg und Kurator der Georg-August-Universität Göttingen.

## Leben
Burchard Christian von Behr war Sohn des Lüneburger Landrats und Erbherr von Stellichte Johann Georg von Behr († 1735). Er besuchte ab 1730 die Ritterakademie Lüneburg. Ab 1733 studierte er Rechtswissenschaften zunächst in Gießen und ab Frühjahr 1735 in Göttingen, wo er 1738 zum Dr. jur. promoviert wurde. In der Frühzeit der Göttinger Universität fiel er bereits durch seine argumentative Durchsetzungskraft auf und gehörte zu den herausragenden Persönlichkeiten der Göttinger Studentenschaft in der Gründungsphase der Universität. Auch ein Rencontre, also ein spontanes Duell ohne vorherige Verabredung, mit seinem Freund Hans Hinrich von der Decken im Sommer 1735 ist durch die Universitätsakten überliefert. Bei Gründung der Deutschen Gesellschaft zu Göttingen 1739 als Tochtergesellschaft der Deutschen Gesellschaft in Leipzig wurde er deren erster Senior und behielt bis zu seinem Lebensende die Ehrenstellung des Oberältesten der Gesellschaft. Behr ging in den hannoverschen Staatsdienst, zunächst als Hofgerichtsassessor, später Hofrat in Hannover. Als Oberappellationsgerichtsrat wirkte er am Hannoverschen Oberappellationsgericht in Celle. 1745 wurde zum Reichshofrat ernannt. 1751 wurde er zum Ehrenmitglied der Göttinger Akademie der Wissenschaften gewählt. Ab 1750 sammelte er als Komitialgesandter des Kurfürstentums beim Immerwährenden Reichstag in Regensburg diplomatische Erfahrung. 1755 wurde er als Minister Mitglied des Geheimen Rats in Hannover und ab 1762 Minister bei der Deutschen Kanzlei in London. 1770 kehrte er als Kammerpräsident nach  Hannover zurück und wurde im Dezember 1770 in der Nachfolge von Gerlach Adolph von Münchhausen zum Kurator der Georg-August-Universität bestellt, übte dieses Amt jedoch nur noch ein Jahr bis zu seinem Tode aus.
Burchard Christian von Behr war nicht verheiratet und hatte zwei Töchter.